# Coupe d'Europe des clubs champions de basket-ball féminin 1993-1994
Navigation
Saison précédente Saison suivante
La Coupe d’Europe des clubs champions de basket-ball féminin 1993-1994 est la saison courante de la Coupe d’Europe des clubs champions, compétition qui met aux prises les meilleurs clubs de basket-ball du continent européen.

## Équipes participantes
| AEL Limassol ASKÖ BSG Steyr Avesta-Sheffield Hatters BBC Etzella Ettelbruck BC Split BCSS Namur Challes Savoie Basket Santarém City of the World CSKA Moscou CB Godella-Valence | Dynamo Kiev Elitzur Cellcom Holom Forssan Alku Galatasaray GoldZack Wuppertal Gysev Ringa Sopron Montana 2003 SC Tirana SCP Ružomberok Selekta Hibernians Paola | Societa Ginnestica Côme Arvika Basket Sporting Athènes Texim Tonego Haaksbergen TS Olimpia Poznań Universitatea Cluj USK Blex Prague ŽKD Ježica Ljubljana ZAKK Student Skopje |

## Play-offs

### Final Four
|  | Demi-finales           | Demi-finales           |          |    | Finale                 | Finale                 |
|  | Demi-finales           | Demi-finales           |          |    | Finale                 | Finale                 |
|  |                        |                        |          |    |                        |                        |
|  | Sam 30 mars ? - Poznań | Sam 30 mars ? - Poznań |          |    | Dim 31 mars ? - Poznań | Dim 31 mars ? - Poznań |
|  | Sam 30 mars ? - Poznań | Sam 30 mars ? - Poznań |          |    | Dim 31 mars ? - Poznań | Dim 31 mars ? - Poznań |
|  | Côme                   | 77                     |          |    | Dim 31 mars ? - Poznań | Dim 31 mars ? - Poznań |
|  | Côme                   | 77                     |          |    | Dim 31 mars ? - Poznań | Dim 31 mars ? - Poznań |
|  | ? TS Olimpia Poznań    | 62                     |          |    | Dim 31 mars ? - Poznań | Dim 31 mars ? - Poznań |
|  | ? TS Olimpia Poznań    | 62                     | Côme     | 79 |                        |                        |
|  | Sam 30 mars ? - Poznań |                        | Côme     | 79 |                        |                        |
|  |                        | Dorna Godella          | 68       |    |                        |                        |
|  | Dorna Godella          | Dorna Godella          | 68       | 75 |                        |                        |
|  | Dorna Godella          |                        |          | 75 |                        |                        |
|  | ? GoldZack Wuppertal   | 62                     |          |    |                        |                        |
|  | ? GoldZack Wuppertal   | 62                     | 3e place |    |                        |                        |
|  |                        |                        |          |    |                        |                        |
|  | Dim 31 mars ? - Poznań |                        |          |    |                        |                        |
|  |                        |                        |          |    |                        |                        |
|  | ? TS Olimpia Poznań    | 72                     |          |    |                        |                        |
|  | ? TS Olimpia Poznań    | 72                     |          |    |                        |                        |
|  | ? GoldZack Wuppertal   | 63                     |          |    |                        |                        |
|  | ? GoldZack Wuppertal   | 63                     |          |    |                        |                        |

## Statistiques
- Meilleure marqueuse : -
- Meilleure rebondeuse : -
- Meilleure passeuse : -